# Гиалокластит
Гиалокластит — магматическая пирокластическая горная порода, образующаяся в результате подледниковых извержений и состоящая в основном из обломков вулканического стекла.

## Состав
По своему составу гиалокластит — это брекчия из гидратированного туфа, богатая обломками вулканического стекла (плоские угловатые фрагменты сидеромелана размером от одного миллиметра до нескольких сантиметров) и сцементированная жёлтыми или коричневыми слоями палагонита, который образуется при реакции сидеромелана с водой. Сидеромелан, являющийся породообразующим минералом гиалокластита, — похожее на обсидиан прозрачное оливково-зелёное вулканическое стекло, образующееся при быстром закаливании базальтовой лавы в воде. В отличие от более обычного тахилита, кристаллы оксида железа в сидеромелане отсутствуют.

## Происхождение
Пирокластическая магматическая порода образуется при быстром закаливании базальтовой лавы во время подводной или подлёдной экструзии, там где подповерхностные потоки лавы легко вступают в контакт с ледником, морем или другим водным объектом. Затем происходит дробление хрупкого вулканического стекла под действием силы вулканического взрыва или теплового удара при быстром охлаждении.

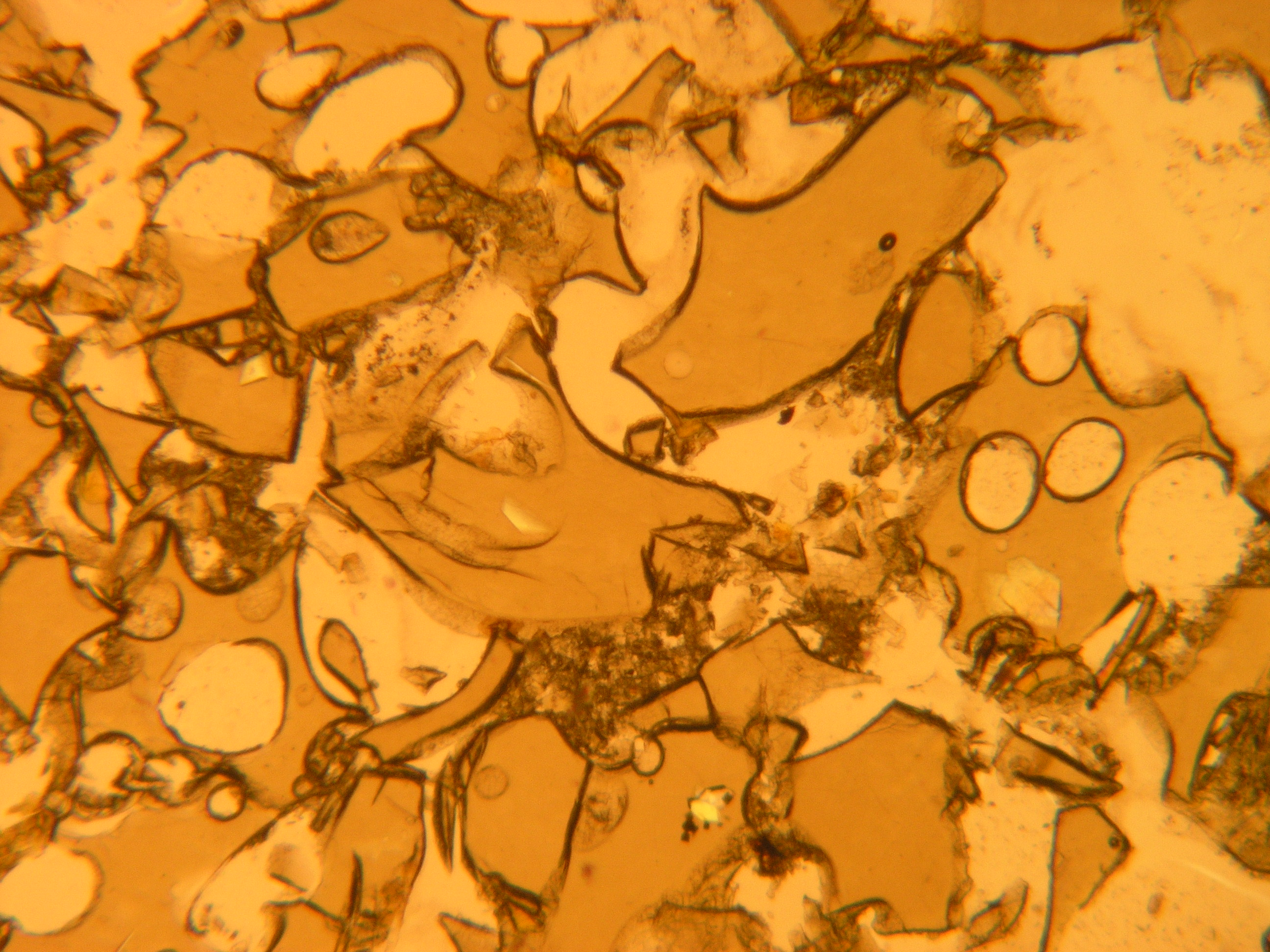
Срез гиалокластита при увеличении (микроскопия с использованием поляризованного света)
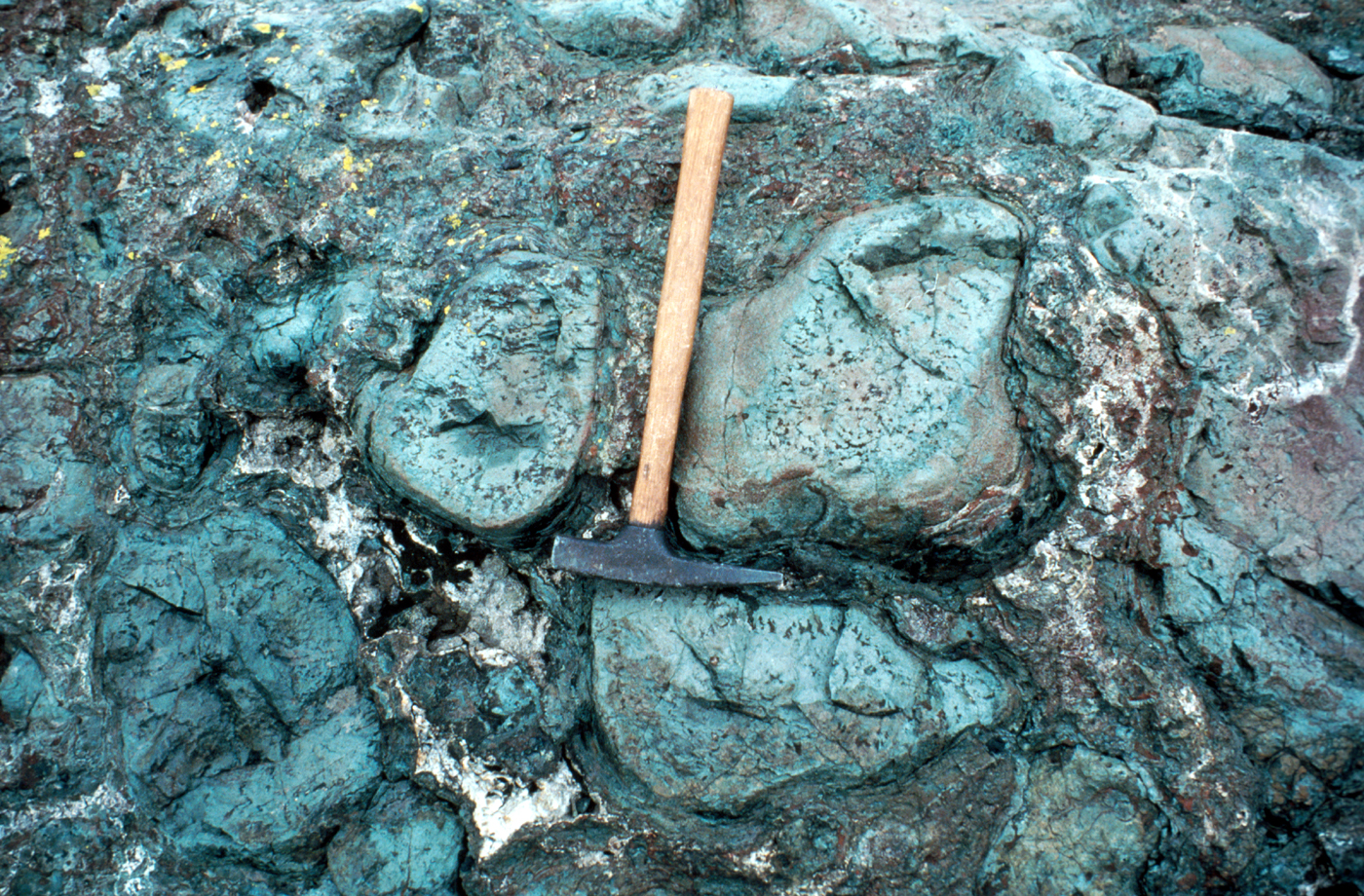
Подушечная лава в матрице из гиалокластита Матрица (Национальный парк Глейшер, Монтана)
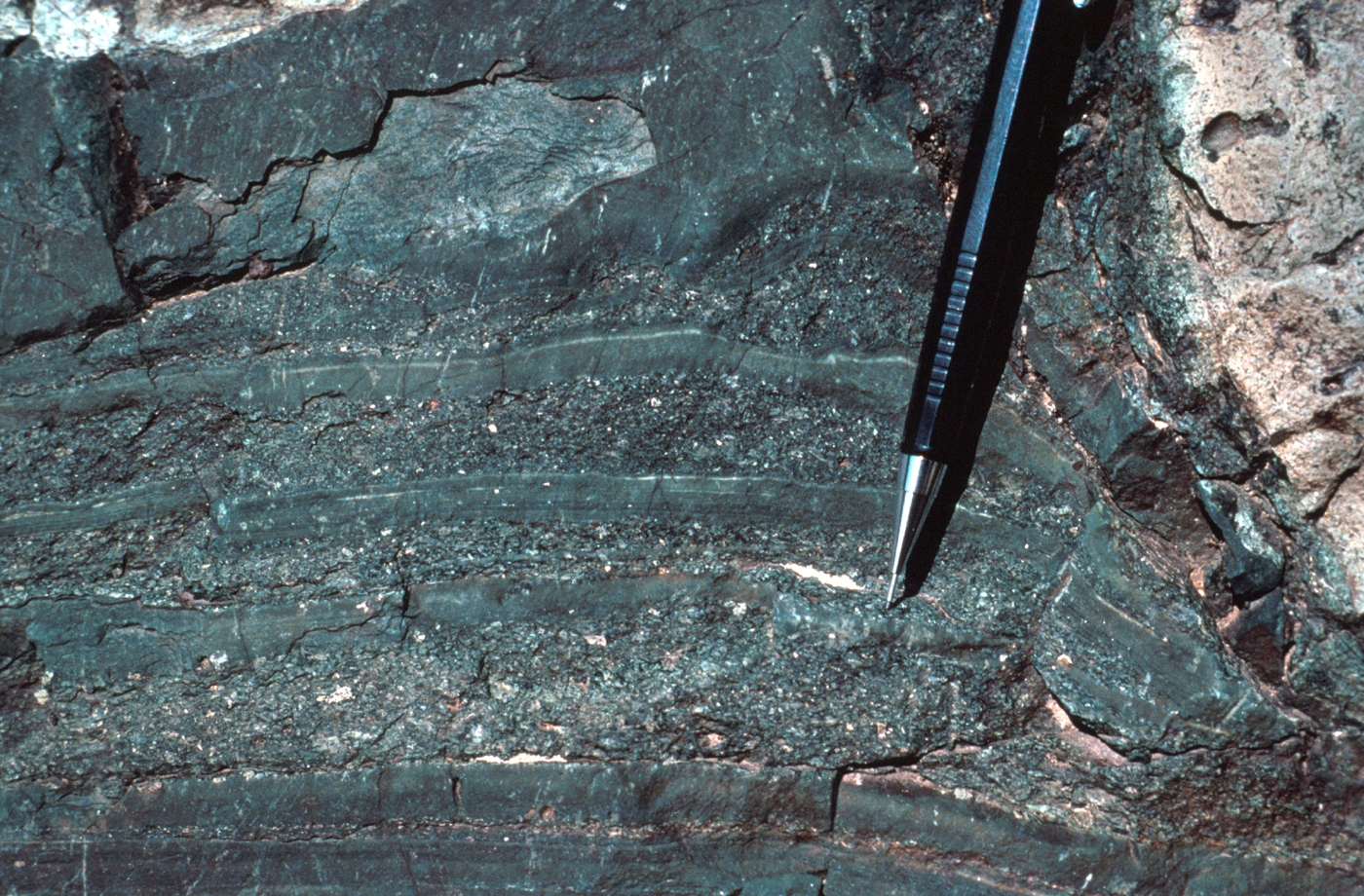
Слои гиалокластитовых туфов толщиной около 1 сантиметра (Национальный парк Глейшер, Монтана)
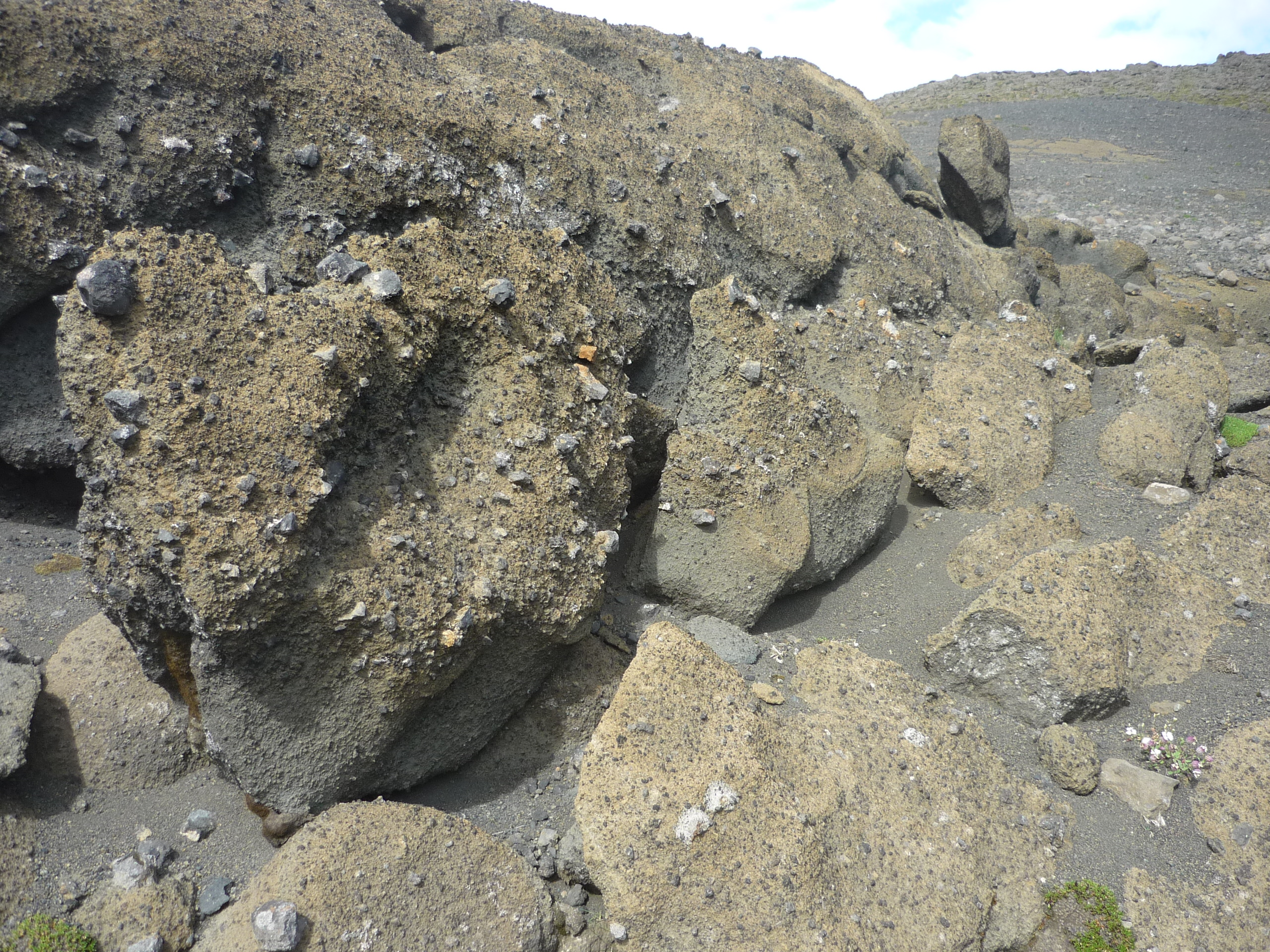
Обломки гиалокластита в окрестностях вулкана Лаки в Исландии

Также подобным превращениям могут быть подвержены другие пирокластитовые отложения базальтового состава (базальтовые туфы и лапилли), если они имеют соответствующее количество вулканического стекла в своем составе. Переход от пирокластических гиалокластитовых туфов к гидромагматическим палагонитовым является плавным; точно определить границу превращений не всегда возможно, поэтому обычно фрагменты гиалокластита окружены жёлтым воскообразным слоем палагонита.

## Распространение
Чаще всего гиалокластиты обнаруживаются в виде тонких слоёв на поверхностях лавовых потоков и между подушечными лавами, а также в виде более толстых отложений, которые связаны со взрывными извержениями или с пирокластическими потоками в местностях с крутым рельефом.
Гряды гиалокластита, образовавшиеся в результате подледниковых извержений во время последнего ледникового периода, являются важной ландшафтной особенностью Исландии и канадской провинции Британская Колумбия. Гиалокластиты обычны в отложениях подледниковых вулканов, который представляет собой характерный тип вулкана с плоской вершиной и крутыми склонами, образующийся при извержении лавы через толстый ледник или ледяной покров.